# Onychopterocheilus rothi
Onychopterocheilus rothi är en stekelart som först beskrevs av Dusmet 1928.  Onychopterocheilus rothi ingår i släktet Onychopterocheilus och familjen Eumenidae. Inga underarter finns listade i Catalogue of Life.